# Кривенко Денис Вікторович
Дени́с Ві́кторович Криве́нко (20 грудня 1981 — 23 листопада 2017) — молодший сержант Збройних сил України, учасник російсько-української війни.

## Життєпис
Народився 1981 року в місті Дніпро.
В часі війни — доброволець БСП «Донбас», захищав Маріуполь. Згодом підписав контракт зі ЗСУ і повернувся на передову у складі 16-го батальйону. Молодший сержант, сержант з матеріального забезпечення.
23 листопада 2017 року загинув у ході восьмигодинного бойового зіткнення в районі Бахмутської траси — по лінії село Кримське (Новоайдарський район) — окуповане смт Сентянівка, прикриваючи поранених. Тоді ж загинули старший лейтенант Олександр Тюменцев, сержант Олександр Сухінін, солдат Сергій Шевченко, один військовий із числа поранених потрапив у полон; одного із загиблих було евакуйовано одразу після бою, ще три тіла терористи передали українським ветеранам Афганістану 25 листопада.
Після прощання у Дніпрі похований 28 листопада 2017 року в селі Любимівка.
Без Дениса лишилась дружина Жанна Кривенко та троє неповнолітніх дітей — донька 2005 р.н. та сини 2007 р.н. й 2012 р.н.

## Нагороди та вшанування
- указом Президента України № 42/2018 від 26 лютого 2018 року «за особисту мужність і самовіддані дії, виявлені у захисті державного суверенітету та територіальної цілісності України, зразкового виконання військового обов'язку» — нагороджений орденом «За мужність» III ступеня[1]